# Марна праця (фільм)
«Марна праця» (англ. Monkey Business) — комедія режисера Говарда Гоукса, яка вийшла у 1952 році.

## Сюжет
Доктор Барнабі Фултон, молодий дослідник-хімік компанії Oxly, намагається розробити еліксир молодості.

## У ролях
- Кері Грант — доктор Барнабі Фултон
- Джинджер Роджерс — Едвіна Фултон
- Мерилін Монро — Луїс Лорел
- Чарльз Коберн — Олівер Окслі